# Donald Monro
Donald Monro est un médecin écossais né à Édimbourg en 1731 et mort en 1802. Il est le fils d'Alexander Monro et le frère d'Alexander Monro (1733-1817).

## Biographie

### Enfance et études
Il était le deuxième fils d'Alexander Monro. Il est issu de la famille Munro de Auchinbowie, une branche du clan écossais Munro. Donald Monro naît à Édimbourg en 1727.
Il est envoyé avec ses frères à l'école de M. Mundell à Édimbourg, puis entre à l'université d'Édimbourg pour y suivre une formation médicale Il obtient son diplôme de docteur en médecine le 8 juin 1753 et s'installe ensuite à Londres, en Angleterre. Il est admis comme licencié du Collège royal des médecins d'Édimbourg le 12 avril 1756 et, le 3 novembre 1758, il est élu médecin à l'hôpital St George.

### Décès
Donald Monro décède à Argyle Street, à Londres, le 9 juin 1802, à l'âge de soixante-quatorze ans.

## Publications
Il publia de nombreux ouvrages dans lesquels il se révéla praticien habile. Voici les titres des principaux :
- De hydrope (Édimbourg, 1753, in-8°) ;
- An essay on the dropsy, and its different species (Londres, 1755, in-12) ;
- Treatise on mineral waters (Londres, 1710, 2 vol. in-12) ;
- Observations on the means of preserving the health of soldiers, and of conducting military hospitals; on the diseases incident to soldiers in the time of service (Londres, 1780, 2 vol. in-8°) ;
- A treatise on medical and pharmaceutical chemistry, and the materia to which is added an English translation of the pharmacopæia of the Royal college of physicians in London of 1788 (1788, 2 vol. in-8°).

## Source
« Donald Monro », dans Pierre Larousse, Grand dictionnaire universel du XIXe siècle, Paris, Administration du grand dictionnaire universel, 15 vol., 1863-1890 [détail des éditions].